# Torbjörn Nilsson
Torbjörn Anders Nilsson (nascut el 9 de juliol de 1954) és un exfutbolista professional suec que jugava com a davanter. Considerat com un dels millors futbolistes suecs de tots els temps, se'l recorda especialment pel seu pas amb l'IFK Göteborg amb el qual va guanyar dos títols de campionat suec, la Copa de la UEFA de 1981–82, i va arribar a les semifinals de la Copa d'Europa de 1985–86. També va representar el PSV Eindhoven als Països Baixos i 1. El FC Kaiserslautern a Alemanya durant una carrera que va abastar entre 1971 i 1990. Internacional absolut entre 1976 i 1985, va guanyar 28 partits amb la selecció de Suècia i hi va marcar nou gols. Va representar el seu país a la Copa del Món de la FIFA de 1978 i va ser el guanyador del Guldbollen de 1982.

## Carrera de jugador
Nilsson va néixer a Västerås el 9 de juliol de 1954 i es va criar a Hallstahammar. Ell i la seva família (el pare Göte, la mare Daisy, els germans Rolf i Bosse i la germana Rose-Marie) es van traslladar a Partille, als afores de Göteborg, abans de començar l'escola, i va començar la seva carrera futbolística al Jonsereds IF als set o vuit anys. Nilsson va fitxar per l'IFK Göteborg per a la temporada de 1975 i va ajudar el club a tornar al nivell superior del futbol suec, l'Allsvenskan, guanyant la Divisió 2 el 1976. Va provar sort a l'estranger amb el PSV Eindhoven, però va tornar a l'IFK després d'una sola temporada. Després va ajudar l'equip a aconseguir un triplet el 1982, el campionat suec (l'IFK va guanyar tant l'Allsvenskan com el play-off que va decidir el títol), la Svenska Cupen i la Copa de la UEFA. Va ser guardonat amb Guldbollen, el premi al futbolista suec de l'any, per la seva heroicitat.
Nilsson es va traslladar a Kaiserslautern a Alemanya, on va jugar dues temporades, i estava a punt de marxar al Benfica quan el seu antic entrenador al Göteborg Sven-Göran Eriksson va deixar aquest club. En canvi, Nilsson es va traslladar a casa a Göteborg i al seu antic club. Quan va acabar la seva carrera de jugador després de tres temporades a causa de problemes de genoll, Nilsson havia conduït el club a un altre campionat de Suècia, i gairebé una final de la Copa d'Europa el 1986. L'IFK va ser eliminat pel FC Barcelona després d'haver guanyat l'anada com a local per 3-0. Van perdre el partit fora de casa pel mateix marcador. Nilsson encara lamenta no haver volgut xutar un penal en la tanda de penals posterior, cosa que va obligar dos jugadors joves i sense experiència, Roland Nilsson i Per Edmund Mordt, a fer-ho. Tots dos van fallar els seus xuts de penal.
És un misteri per a molts suecs com Nilsson, amb tot el seu talent, mai va arribar a confirmar-se com a gran futbolista quan jugava al PSV i al Kaiserslautern, però segons ell mateix era massa tímid per aconseguir-ho en aquells entorns més durs de club.
Malgrat les actuacions tan poc convincents de Nilsson a l'estranger i la seva curta carrera a la selecció sueca, amb la qual només va jugar 28 partits i va marcar nou gols, és considerat un dels millors futbolistes suecs de tots els temps. Es va negar a jugar amb la selecció nacional durant quatre anys a principis dels anys 80 quan estava en el seu millor moment, la raó més important d'això va ser que Nilsson no se sentia còmode a la selecció i l'entrenador Lars Arnesson, que canviava molt d'esquemes, que no s'adaptaven a l'estil de joc que li agradava a Nilsson. En lloc d'això, es va concentrar en el seu equip de clubs, però va tornar a la selecció nacional el 1984, marcant un gol en una victòria per 3-1 contra Portugal a la classificació per a la Copa del Món de 1986. Nilsson va ser elegit al Saló de la Fama del futbol suec el 2003.
En una entrevista a Sky Sports, el març del 2020, Sven Goran Eriksson va dir que Nilsson era el millor davanter que havia dirigit mai.

## Carrera com a entrenador
Després d'acabar la seva carrera de jugador professional, Torbjörn Nilsson va fer d'entrenador del seu club juvenil, el Jonsereds IF, abans de convertir-se en entrenador de l'Örgryte IS, llavors a la Divisió 1, el 1991. El club va descendir a la Segona Divisió, però va aconseguir avançar dues divisions a l'Allsvenskan l'any següent, gràcies al sistema de lliga sueca de l'època. La sort no va durar, però, i Örgryte va baixar de la màxima lliga el 1993. Nilsson es va traslladar a l'IK Oddevold procedent de l'Uddevalla i va portar el club a Allsvenskan per primera vegada en la seva història el 1995. Va deixar la seva feina després de la temporada i no en va agafar una de nova durant un any.
Després va assumir el càrrec d'entrenador del Västra Frölunda IF l'any 1997, i per tercera vegada va entrenar un equip per ascendir a l'Allsvenskan. Va romandre com a entrenador del Västra Frölunda durant dues temporades i va portar el club a un cinquè i setè lloc, els dos millors resultats dels què ha gaudit del club. Va fer un altre descans d'un any abans de començar el seu quart període com a entrenador d'un club de Göteborg, el BK Häcken, el 2001. Només es va quedar un any, sense poder mantenir el club a la màxima lliga. En lloc d'això, es va convertir en l'entrenador de l'equip sub-21 de Suècia, liderant l'equip a través d'una reeixida classificació per al Campionat de la UEFA sub-21 de 2004, on l'equip va perdre per poc els partits de semifinal i tercer lloc després dels penals i la pròrroga, respectivament. No va entrenar cap equip entre el 2004 i el 2008, però després va reprendre la seva carrera al millor equip femení de Göteborg, Kopparbergs/Göteborg FC.

## Palmarès
IFK Göteborg
- Copa de la UEFA: 1981–82
- Lliga de Suècia: 1982, 1984
- Copa de Suècia: 1978–1979, 1981–82

Individual
- Guldbollen: 1982
- Màxim golejador de l'Allsvenskan: 1981
- Màxim golejador de la Copa d'Europa: 1984–85 (7 gols, compartit amb Michel Platini), 1985–86 (7 gols)
- Màxim golejador de la Copa de la UEFA: 1981–82 (9 gols)